# Komodo (kecamatan)
Pour les articles homonymes, voir Komodo.
Komodo est un kecamatan d'Indonésie appartenant au kabupaten de Manggarai occidental dans la province des petites îles de la Sonde orientales.
Il comprend les îles de Komodo et de Rinca et la partie occidentale de Florès. Il est composé de douze desa et deux kelurahan.
En 2023, il compte 58 912 habitants.